# Biali nie potrafią skakać
Biali nie potrafią skakać (ang. White Men Can't Jump) – amerykański komediodramat sportowy z 1992 roku w reżyserii Rona Sheltona. Zdjęcia kręcono w Los Angeles.

## Fabuła
Billy Hoyle i jego narzeczona Gloria Clemente zamieszkują w dzielnicy Los Angeles, gdzie przeważającą ludnością są Afroamerykanie. Billy poznaje tam Sidneya Deane'a, ekscentrycznego koszykarza, który przez cały czas gra na ulicy. Ponieważ Hoyle ma długi, postanawia grać w drużynie razem z Deane'm w dobrze płatnym turnieju. Niestety panowie niezbyt potrafią się dogadać.

## Obsada
- Wesley Snipes – Sidney Deane
- Woody Harrelson – Billy Hoyle
- Rosie Perez – Gloria Clemente
- Tyra Ferrell – Rhonda Deane
- Duane Martin – Willie Lewis
- Cylk Cozart – Robert
- Kadeem Hardison – Junior
- Ernest Harden Jr. – George
- John Marshall Jones – Walter